# Антеклиза
Антеклиза (от др.-греч. κλισις — «наклонение») — очень обширное и пологое поднятие (изгиб) слоёв земной коры в пределах платформ или плит.
- Антеклиза — является противоположностью синеклизы.

## Описание
Антеклизы имеют неправильные очертания. Размеры их достигают многих сотен километров в поперечнике. Наклон слоёв на крыльях измеряется долями углового градуса.
Антеклизы развиваются длительно, в течение ряда геологических периодов. Вследствие этого в сводовых частях мощности осадочных толщ уменьшены, нередко отсутствуют целые серии, развитые в сопредельных синеклизах. Фундамент платформы здесь залегает на небольшой глубине и иногда даже выступает на поверхность.
В ядре изгиба находятся более древние слои, а ближе к краям — более молодые.
Место перегиба слоев в антеклизе называется куполом, бока её называются крыльями.

## Термин
Термин антиклиза в 1915 году предложил В. А. Теряев (1891—1966):

               Большая складка Целебеса навела автора на мысль, что подобная волнистость литосферы, может быть, имеет общее значение и играет в тектонике земли значительную роль.

               Произведённые им впоследствии изыскания подтвердили эту догадку и дали ему возможность указать на земле более 20 мест, где находятся подобные же образования.

               Большую складку или волну литосферы можно обозначить новым термином антиклиза. «Значительно удлинённые, но широкие и пологие прогибы континентальных областей земной коры существенно отличаются от синклинальных складок и геосинклиналей»… и называются синеклизами (см. Еж. по М. и Г. России за 1909 г. том XI, стр. 9. Статья проф. А. П. Павлова.)

               Большая волна земской литосферы с малым поднятием вверх или, другими словами, исполинская пологая антиклиналь, несущая по бокам синеклизы, и будет представлять Grossfalte Абенданона.

               Почти все антиклизы построены несимметрично, правильных волн на земле очень мало.

               Значение, которое Абенданон придаёт этим поднятым волнам, весьма велико: вся тектоника земли связывается с этими антиклизами, в то время, как синеклизы в мелкой тектонике не играют существенной роли, так как являются элементами коры устойчивыми и пассивными.

В геологической литературе в СССР этот термин (в написании антеклиза) получил широкое распространение.

## Примеры антеклиз
На Русской плите:
- Волго-Уральская антеклиза
- Орловско-Павловская антеклиза
- Воронежская антеклиза — протянулась от среднего течения Днепра до устья Хопра на 950 км.[4]
- Среднерусское поднятие[5]
- Белорусская антеклиза

На Сибирской платформе:
- Анабарская антеклиза.